# 1993년 일본 프로 야구 올스타전
1993년 일본 프로 야구 올스타전은 1993년 7월 20일과 7월 21일에 열린 일본 프로 야구의 올스타전 경기이다. 정식 명칭은 1993 산요 올스타 게임(1993 サンヨー オールスターゲーム, 1993 SANYO ALL STAR GAME).

## 개요
전년도에 관록의 일본 시리즈 3연패를 달성한 세이부 라이온스의 모리 마사아키 감독이 퍼시픽 리그 올스타팀을 지휘했고 15년 만에 센트럴 리그 우승을 달성한 야쿠르트 스왈로스의 노무라 가쓰야 감독이 센트럴 리그 올스타팀의 지휘를 맡았다. 전년도까지는 퍼시픽 리그가 주최하는 경기에 한해서 실시된 지명타자 제도가 이 해부터 센트럴 리그 주최 경기에도 적용됐다.
1차전에서는 공중전 양상을 보이면서 양팀을 합쳐 6발의 공이 허공을 가로질렀는데 그 중에서도 퍼시픽 올스타팀의 승리에 큰 기여를 하는 9회에 솔로 홈런을 기록한 기요하라 가즈히로(세이부)가 1차전 MVP에 선정됐다. 2차전에서는 토머스 오말리(한신)가 홈런을 포함한 4안타를 날려 2차전 MVP에 선정됐다. 두 경기 모두 MVP를 차지한 선수가 타자였는데 1차전에서는 표창을 받은 5명 전원이 홈런을 날린 선수들이었다.
더욱이 1차전 당일에는 전 히로시마 도요 카프 투수였던 쓰다 쓰네미가 사망했다는 사실이 언론에 보도됐다.

## 출장 선수
| 센트럴 리그 | 센트럴 리그       | 센트럴 리그 | 센트럴 리그 |
| ----------- | ----------------- | ----------- | ----------- |
| 감독        | 노무라 가쓰야     | 야쿠르트    |             |
| 코치        | 나가시마 시게오   | 요미우리    |             |
| 코치        | 나카무라 가쓰히로 | 한신        |             |
| 투수        | 유후네 도시로     | 한신        | 첫 출장     |
| 투수        | 오카바야시 요이치 | 야쿠르트    | 2           |
| 투수        | 구와타 마스미     | 요미우리    | 6           |
| 투수        | 이시게 히로시     | 요미우리    | 첫 출장     |
| 투수        | 오노 유타카       | 히로시마    | 9           |
| 투수        | 우도 가쓰야       | 요코하마    | 첫 출장     |
| 투수        | 노무라 히로키     | 요코하마    | 3           |
| 투수        | 사사키 가즈히로   | 요코하마    | 2           |
| 투수        | 이마나카 신지     | 주니치      | 2           |
| 투수        | 야마모토 마사히로 | 주니치      | 3           |
| 포수        | 후루타 아쓰야     | 야쿠르트    | 4           |
| 포수        | 다니시게 모토노부 | 요코하마    | 첫 출장     |
| 포수        | 나카무라 다케시   | 주니치      | 5           |
| 1루수       | T. 오말리         | 한신        | 첫 출장     |
| 2루수       | 와다 유타카       | 한신        | 3           |
| 3루수       | J. 하웰           | 야쿠르트    | 첫 출장     |
| 유격수      | 이케야마 다카히로 | 야쿠르트    | 6           |
| 내야수      | 가와이 마사히로▲  | 요미우리    | 2           |
| 내야수      | 히로사와 가쓰미   | 야쿠르트    | 7           |
| 내야수      | 노무라 겐지로     | 히로시마    | 3           |
| 내야수      | 에토 아키라       | 히로시마    | 첫 출장     |
| 내야수      | 다네다 히토시     | 주니치      | 첫 출장     |
| 내야수      | 오치아이 히로미쓰 | 주니치      | 13          |
| 외야수      | J. 파치오렉       | 한신        | 2           |
| 외야수      | 요시무라 사다아키 | 요미우리    | 5           |
| 외야수      | 이이다 데쓰야     | 야쿠르트    | 2           |
| 외야수      | 아라이 유키오     | 야쿠르트    | 첫 출장     |
| 외야수      | 마에다 도모노리   | 히로시마    | 첫 출장     |
| 외야수      | 하타야마 히토시   | 요코하마    | 첫 출장     |

| 퍼시픽 리그 | 퍼시픽 리그       | 퍼시픽 리그 | 퍼시픽 리그 |
| ----------- | ----------------- | ----------- | ----------- |
| 감독        | 모리 마사아키     | 세이부      |             |
| 코치        | 스즈키 게이시     | 긴테쓰      |             |
| 코치        | 도이 쇼조         | 오릭스      |             |
| 투수        | 노모 히데오       | 긴테쓰      | 4           |
| 투수        | 가토리 요시타카   | 세이부      | 3           |
| 투수        | 구도 기미야스     | 세이부      | 4           |
| 투수        | 아카호리 모토유키 | 긴테쓰      | 2           |
| 투수        | 사토 요시노리     | 오릭스      | 6           |
| 투수        | 노다 고지         | 오릭스      | 2           |
| 투수        | 무라타 가쓰요시   | 다이에      | 2           |
| 투수        | 니시자키 유키히로 | 닛폰햄      | 5           |
| 투수        | 시라이 야스카쓰   | 닛폰햄      | 2           |
| 투수        | 고미야마 사토루   | 지바 롯데   | 2           |
| 포수        | 이토 쓰토무       | 세이부      | 10          |
| 포수        | 요시나가 고이치로 | 다이에      | 2           |
| 포수        | 다무라 후지오     | 닛폰햄      | 8           |
| 1루수       | 기요하라 가즈히로 | 세이부      | 8           |
| 2루수       | 오이시 다이지로   | 긴테쓰      | 10          |
| 3루수       | 이시게 히로미치   | 세이부      | 13          |
| 유격수      | 우노 마사루       | 지바 롯데   | 3           |
| 내야수      | 쓰지 하쓰히코     | 세이부      | 7           |
| 내야수      | 이시이 히로오     | 긴테쓰      | 2           |
| 내야수      | 히로세 데쓰로     | 닛폰햄      | 첫 출장     |
| 내야수      | 가타오카 아쓰시   | 닛폰햄      | 첫 출장     |
| 외야수      | 아키야마 고지     | 세이부      | 9           |
| 외야수      | R. 브라이언트     | 긴테쓰      | 3           |
| 외야수      | 다카하시 사토시   | 오릭스      | 2           |
| 외야수      | 사사키 마코토     | 다이에      | 4           |
| 외야수      | 야마모토 가즈노리 | 다이에      | 4           |
| 외야수      | M. 윈터스         | 닛폰햄      | 2           |
| 외야수      | 니시무라 노리후미 | 지바 롯데   | 5           |

- 굵은 글씨는 팬 투표로 선출된 선수, ▲는 출장 사퇴 선수 발생에 의한 보충 선수.
  - 가메야마 쓰토무(한신)는 센트럴 리그 외야수 부문에서 3위의 득표 수를 기록했지만 부상 선수 규정에 의해서 출전 자격이 없었다.

## 올스타전 경기 결과

### 1차전

#### 스코어
| 팀 | 1 | 2 | 3 | 4 | 5 | 6 | 7 | 8 | 9 | R  | H  | E |
| 퍼시픽 | 2 | 0 | 2 | 0 | 3 | 0 | 1 | 0 | 2 | 10 | 15 | 0 |
| 센트럴 | 0 | 1 | 3 | 1 | 2 | 0 | 0 | 0 | 1 | 8  | 15 | 0 |
| 승리 투수: 노다 고지(오릭스) 패전 투수: 우도 가쓰야(요코하마) 세이브: 아카호리 모토유키(긴테쓰) 홈런: 퍼시픽 – 야마모토 가즈노리(다이에·5회 3점), 사사키 마코토(다이에·9회 1점), 기요하라 가즈히로(세이부·9회 1점) 센트럴 – 오치아이 히로미쓰(주니치·3회 3점, 9회 1점), 히로사와 가쓰미(야쿠르트·5회 2점) |   |   |   |   |   |   |   |   |   |    |    |   |

#### 출장 선수
| 퍼시픽 | 퍼시픽 | 퍼시픽            |
| 타순   | 수비   | 선수              |
| ------ | ------ | ----------------- |
| 1      | (우)   | 사사키 마코토     |
| 2      | (二)   | 쓰지 하쓰히코     |
| 3      | (지)   | M. 윈터스         |
| 4      | (一)   | 기요하라 가즈히로 |
| 5      | (좌)   | 야마모토 가즈노리 |
| 6      | (중)   | 아키야마 고지     |
| 7      | (三)   | 가타오카 아쓰시   |
| 8      | (포)   | 다무라 후지오     |
| 9      | (유)   | 히로세 데쓰로     |
|        | (투)   | 니시자키 유키히로 |

| 센트럴 | 센트럴 | 센트럴            |
| 타순   | 수비   | 선수              |
| ------ | ------ | ----------------- |
| 1      | (유)   | 노무라 겐지로     |
| 2      | (중)   | 마에다 도모노리   |
| 3      | (지)   | T. 오말리         |
| 4      | (一)   | 오치아이 히로미쓰 |
| 5      | (三)   | J. 하웰           |
| 6      | (우)   | 히로사와 가쓰미   |
| 7      | (좌)   | 요시무라 사다아키 |
| 8      | (포)   | 후루타 아쓰야     |
| 9      | (二)   | 와다 유타카       |
|        | (투)   | 구와타 마스미     |

#### 수상 선수
MVP
- 기요하라 가즈히로(세이부)

### 2차전

#### 스코어
| 팀 | 1 | 2 | 3 | 4 | 5 | 6 | 7 | 8 | 9 | R  | H  | E |
| 센트럴 | 2 | 1 | 0 | 2 | 0 | 0 | 5 | 0 | 0 | 10 | 14 | 0 |
| 퍼시픽 | 0 | 0 | 3 | 1 | 2 | 0 | 2 | 0 | 0 | 8  | 12 | 0 |
| 승리 투수: 노무라 히로키(요코하마) 패전 투수: 시라이 야스카쓰(닛폰햄) 세이브: 오노 유타카(히로시마) 홈런: 센트럴 – 토머스 오말리(한신·4회 2점) 퍼시픽 – 랄프 브라이언트(긴테쓰·5회 2점), 기요하라 가즈히로(세이부·7회 2점) |   |   |   |   |   |   |   |   |   |    |    |   |

#### 출장 선수
| 센트럴 | 센트럴 | 센트럴            |
| 타순   | 수비   | 선수              |
| ------ | ------ | ----------------- |
| 1      | (二)   | 와다 유타카       |
| 2      | (중)   | 마에다 도모노리   |
| 3      | (一)   | T. 오말리         |
| 4      | (지)   | 오치아이 히로미쓰 |
| 5      | (三)   | 에토 아키라       |
| 6      | (좌)   | J. 파치오렉       |
| 7      | (포)   | 후루타 아쓰야     |
| 8      | (우)   | 하타야마 히토시   |
| 9      | (유)   | 다네다 히토시     |
|        | (투)   | 유후네 도시로     |

| 퍼시픽 | 퍼시픽 | 퍼시픽            |
| 타순   | 수비   | 선수              |
| ------ | ------ | ----------------- |
| 1      | (중)   | 아키야마 고지     |
| 2      | (二)   | 오이시 다이지로   |
| 3      | (좌)   | R. 브라이언트     |
| 4      | (一)   | 기요하라 가즈히로 |
| 5      | (지)   | 이시이 히로오     |
| 6      | (우)   | 다카하시 사토시   |
| 7      | (三)   | 이시게 히로미치   |
| 8      | (포)   | 이토 쓰토무       |
| 9      | (유)   | 우노 마사루       |
|        | (투)   | 노모 히데오       |

#### 수상 선수
MVP
- 토머스 오말리(한신)

## 에피소드
- 1차전 경기를 앞두고 전 히로시마 도요 카프의 마무리 투수이자 ‘불꽃의 스토퍼’라는 별명으로도 알려진 쓰다 쓰네미가 뇌종양으로 사망했다. 히로시마 선수들은 쓰다의 죽음을 애도하는 뜻에서 어깨에 상장을 달고 경기에 임했다. 이 경기를 중계한 닛폰 TV도 쓰다의 사망 소식을 전했다.
- 사토 요시노리는 7월 12일에 출신지인 홋카이도 오쿠시리섬이 홋카이도 난세이오키 지진과 그에 따른 화재 및 해일에 의해서 막대한 피해를 입은 다음날인 7월 13일 올스타전에 출전하여 2차전에 등판, 2이닝 4탈삼진을 기록했다.

## 같이 보기
- 일본 프로 야구 올스타전
- 일본 야구 기구(주최)
- 산요 전기(특별 협찬)